# Constantino III de Escocia
Constantino (Gaélico medieval: Causantín mac Cuiléin; Gaélico actual: Còiseam mac Chailein), conocido en la mayoría de las listas reales como Constantino III, fue rey de Escocia, hijo de Culen. Pudo estar involucrado en la muerte de su antecesor, pero no se ha demostrado. Fue depuesto por Kenneth III y murió en Rathinveramond, cerca de Perth (Escocia).
Constantino se convirtió en rey tras la muerte de Kenneth II (Cináed mac Mail Coluim), quien fue supuestamente asesinado por Finnguala, hija de Cuncar, un asesinato con el que se asocia a Constantino. Juan de Fordun, quizás le confunde con Owen II de Strathclyde, conocido como "el Calvo"; se refiere a Constantino como "el Calvo". Reinó durante dieciocho meses, según la Crónica de los reyes de Alba.
Los Anales de Tigernach informan que fue asesinado en una batalla entre escoceses en 997. Su muerte se evoca en la Crónica en Rathinveramond, en la boca de la Almendra, donde se encuentra con el río Tay, cerca de Perth. Este parece haber sido un centro real, cerca de Scone y Forteviot, como Donald I (Domnall mac Ailpín) se dice que murió en 862. No se sabe con certeza quién fue el asesino de Constantino. Se llama Cináed mac Mail Coluim (hijo de Kenneth Malcom), probablemente por error, una teoría es que fue asesinado por Kenneth, hijo de Dub (Cináed mac Duib), que se convirtió en Kenneth III a la muerte de Constantino o tal vez por Malcolm, hijo de Kenneth II (Mael Coluim mac Cináeda).
| Predecesor: Kenneth II | Rey de Escocia 995-997 | Sucesor: Kenneth III |